# Бектл, Роберт
Роберт Бектл (англ. Robert Bechtle; 14 мая 1932, Сан-Франциско — 24 сентября 2020) — американский художник-фотореалист.

## Жизнь и творчество
Бектл учился живописи он в калифорнийском колледже искусств в Окленде, во второй половине 50-х годов XX века. После окончания колледжа служил в американской армии в Берлине. В это время Бектл получил возможность посетить крупнейшие художественные музеи Европы.
По возвращении на родину много рисует, кроме акриловой живописи и акварели увлекается также литографией. В период с 1978 по 1999 год преподаёт в Сан-Францисском государственном университете.
Р. Бектл относится к числу крупнейших американских художников-фотореалистов — наряду с Ричардом Эстесом, Чаком Клоузом и Ральфом Гоингсом. В своих полотнах художник отображает преимущественно жизнь своего родного города — Сан-Франциско, в котором провёл почти всю жизнь: это уличные сценки, соседи, друзья и члены семьи художника. Большое значение Бектл уделял также художественной фотографии.
Работы Р. Бектла неоднократно демонстрировались на международных художественных выставках; они входят в собрания MoMA, музея Метрополитен, музея Гуггенхайм в Нью-Йорке, Музея современного искусства Сан-Франциско и других.